# Сарык
Сары́к (укр. Сарик, крымскотат. Sarıq, Сарыкъ) — исчезнувшее село в Нижнегорском районе Республики Крым, располагавшееся на северо-западе района, в степном Крыму, примерно в 2 км к северо-западу от современного села Чкалово.

## История
Первое документальное упоминание села встречается в Камеральном Описании Крыма… 1784 года, судя по которому, в последний период Крымского ханства Сарес входил в Таманский кадылык Карасъбазарскаго каймаканства. После присоединения Крыма к России (8) 19 апреля 1783 года, (8) 19 февраля 1784 года, именным указом Екатерины II сенату, на территории бывшего Крымского Ханства была образована Таврическая область и деревня была приписана к Перекопскому уезду. После Павловских реформ, с 1796 по 1802 год, входила в Перекопский уезд Новороссийской губернии. По новому административному делению, после создания 8 (20) октября 1802 года Таврической губернии, Сарык был включён в состав Таганашминской волости Перекопского уезда.
Согласно Ведомости о всех селениях, в Перекопском уезде состоящих с показанием в которой волости сколько числом дворов и душ… от 21 октября 1805 года в деревне Сарике в 29 дворах проживало 159 крымских татар и 2-е ясыров. На военно-топографической карте генерал-майора Мухина 1817 года деревня Сарык обозначена с 26 дворами. После реформы волостного деления 1829 года Сарык, согласно «Ведомости о казённых волостях Таврической губернии 1829 г», отнесли к Башкирицкой волости (переименованной из Таганашминской). На карте 1836 года в деревне 34 двора, как и на карте 1842 года.
В 1860-х годах, после земской реформы Александра II, деревню включили в состав Владиславской волости. Согласно «Списку населённых мест Таврической губернии по сведениям 1864 года», составленному по результатам VIII ревизии 1864 года, Сарык — владельческая татарская деревня с 4 дворами, 21 жителем и мечетью при колодцах. По обследованиям профессора А. Н. Козловского начала 1860-х годов, в селении вода в колодцах глубиной от 1,5—3 до 5 саженей (от 2 до 10 м) была частью солоноватая, а частью солёная. Согласно «Памятной книжке Таврической губернии за 1867 год», деревня Сарык была покинута жителями в 1860—1864 годах, в результате эмиграции крымских татар, особенно массовой после Крымской войны 1853—1856 годов, в Турцию и оставалась в развалинах. На трёхверстовой карте Шуберта 1865—1876 года деревня Сарык обозначена с 3 дворами. В дальнейшем в доступных источниках не встречается.